# كيلن لوتز
كيلن كريستوفر لوتز (بالإنجليزية: Kellan Lutz)‏ من مواليد (15 مارس 1985) في ديكينسون، داكوتا الشمالية. هو ممثل أمريكي.شارك في بطولة شخصية ايميت كولن في سلسلة أفلام الغسق.

## حياته الشخصية
نشأ كيلان في ولاية داكوتا الشمالية، وبعد تخرجه من المدرسة الثانوية انتقلت عائلته إلى كاليفورنيا ليدرس الهندسة الكيميائية بجامعة تشامبان، ولكنه تركها ليمتهن التمثيل.

### حياته المهنية
عمل كموديل لبعض الوقت إلى أن جاءته الفرصة للمشاركة في المسلسل الأمريكي الشهير ذا بولد أند ذا بيوتيفول. وبعدها اتسعت مساحات أدواره وشارك في عدة أفلام إلى أن جسد شخصية إيميت كولين في فيلم Twilight وحقق الفيلم نجاحا كبيرا، مما جعله يستمر في تقديم نفس الشخصية في فيلم ملحمة الشفق: بزوغ الفجر - الجزء 1 بأجزائه ونال عن تلك الشخصية عدة جوائز.

## أعماله
| أفلام                                     | الدور         |
| ----------------------------------------- | ------------- |
| Guardians Of The Tomb                     |               |
| The Osiris Child                          | ساي لومبروك   |
| مال                                       | مارك          |
| Extraction                                | هاري تيرنر    |
| Bullseye                                  | بنفسه         |
| Experimenter                              | ويليام شاتنر  |
| The Legend of Hercules                    | هرقل          |
| The Expendables 3                         |               |
| Java Heat                                 | جيك ترافرز    |
| Tarzan                                    | Tarzan        |
| The Twilight Saga: Breaking Dawn – Part 2 | ايميت كولين   |
| صالة                                      | ديفيد         |
| Love, Wedding, Marriage                   | شارلي         |
| A Warrior's Heart                         | كونور سوليفان |
| Meskada                                   | إدي أرلينجر   |

## وصلات خارجية
- كيلن لوتز على موقع IMDb (الإنجليزية)
- كيلن لوتز على موقع ميتاكريتيك (الإنجليزية)
- كيلن لوتز على موقع روتن توميتوز (الإنجليزية)
- كيلن لوتز على موقع ألو سيني (الفرنسية)
- كيلن لوتز على موقع أول موفي (الإنجليزية)
- كيلن لوتز على موقع بوكس أوفيس موجو (الإنجليزية)
- كيلن لوتز على موقع قاعدة بيانات الأفلام السويدية (السويدية)
- كيلن لوتز على موقع إن إن دي بي (الإنجليزية)
- كيلن لوتز على موقع قاعدة بيانات الفيلم (الإنجليزية)
- كيلن لوتز على موقع كينوبويسك (الروسية)